# NGC 1664
NGC 1664 (другое обозначение — OCL 411) — рассеянное скопление в созвездии Возничего. Открыто Уильямом Гершелем в 1786 году. Описание Дрейера: «не очень богатое, плотное, довольно крупное скопление».
Скопление удалено от Земли на 1240 парсек, имеет угловой диаметр в 14,5 минуты дуги и линейный — 5,2 парсека. У звёзд главной последовательности самый ранний спектральный класс — B9 или A0, возраст скопления составляет около 560 миллионов лет. По всей видимости, скопление имеет форму эллипсоида. Средняя масса звезды на периферии NGC 1664 на 0,59 M⊙ меньше, чем в его центре.
Этот объект входит в число перечисленных в оригинальной редакции «Нового общего каталога».